# Paul Friedrichs

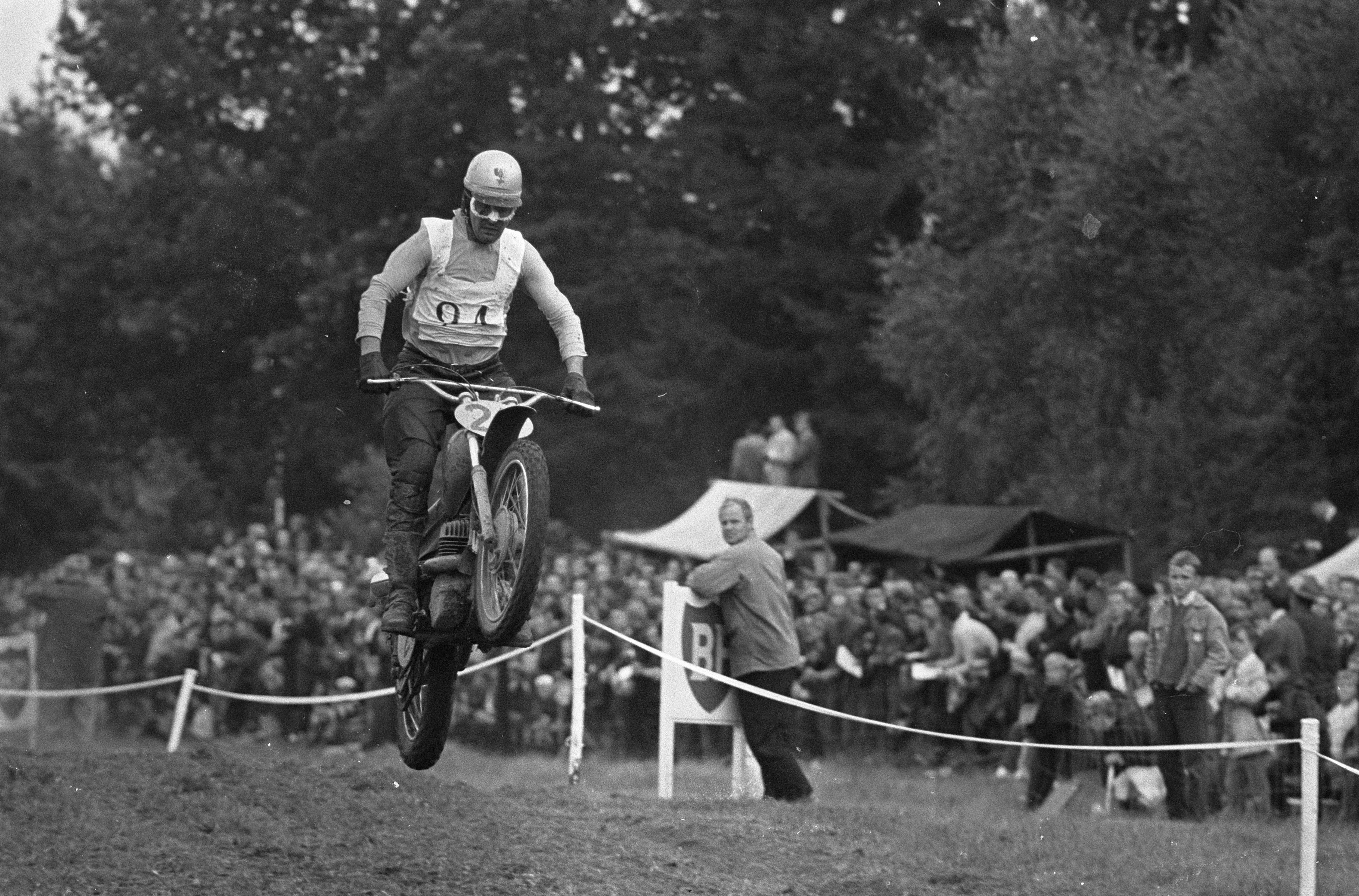
Paul Friedrichs in 1967

Paul Friedrichs (Buchholz, 21 maart 1940 – Erfurt, 30 augustus 2012) was een Duits motorcrosser.

## Carrière
Friedrichs groeide op in Mecklenburg waar hij aangesloten was bij de lokale motorsportclub. Door middel van de trainingen die de club aanbood, kon hij zich ontwikkelen tot een van de beste motorcrossers en endurorijders van zijn tijd. In 1965 behaalde hij de vice-wereldtitel in het Wereldkampioenschap motorcross 500cc, achter Jeff Smith. Hij behaalde zijn eerste wereldtitel in 1966, toen hij reed met ČZ. Dit was het eerste wereldkampioenschap 500cc dat gewonnen werd met een tweecilinder en de eerste door een piloot die afkomstig was uit het Oostblok. Hij verdedigde met succes zijn wereldtitel in zowel 1967 als 1968. In 1969 eindigde hij als derde. Friedrichs behaalde de vice-wereldtitel achter Roger De Coster in het 500cc-kampioenschap van 1972.

## Palmares
- 1966: Wereldkampioen 500cc
- 1967: Wereldkampioen 500cc
- 1968: Wereldkampioen 500cc